# やっちまったtv
『やっちまったtv』（やっちまったティーヴィー）とは、フジテレビ系列で2015年から2016年まで不定期放送されていたバラエティ番組。第1弾は『やっちまった映像GP』と題して放送された。

## 概要
当番組は、「やっちまった」をキーワードに、世界中から集めたネタを集め、世界各国にいるさまざまな失敗をしてやっちまった人の映像をたくさん見て笑おう!というコンセプトの映像バラエティである。
また、追跡取材・直撃インタビュー・再現ドラマなど、様々な見せ方で世界の失敗者たちを紹介していく。
テーマ曲はザ・フォーク・クルセダーズのヒット曲『帰って来たヨッパライ』の替え歌。
当番組は『映っちゃった映像GP』と製作スタッフがほぼ共通しており、ヒロミ・松本伊代夫妻がスタジオ進行することや、主に前半のVTRコーナーにおいて戸松遥のケータ君（『妖怪ウォッチ』）風のナレーション・妖怪ウォッチのパロディ（「俺の友達、出てこい○○」、「一旦ごめーん」、第4弾のゲストの板野に対し「ニャーKBじゃなくて本物のAKB」、猫が登場すると「ひゃくれつ肉球」など）で紹介することも共通している。妖怪ウォッチ以外でもパロディが多数あり、第4弾での『はじめてのおつかい』のパロディや、第5弾での台湾のパチモンを特集した『パチモン GO』（タイトル自体が、当事社会現象となっていた『ポケモンGO』のパチモン。当特集は後にやらせ問題が判明、詳しくは下記参照）などがある。
2016年9月11日放送以後、主に放送していた『日曜ファミリア』枠が終了し、同枠で『フルタチさん』がスタート。更には、進行役である松本伊代が後に2017年2月に不祥事（線路内無許可立ち入り）を起こしている。また、ヒロミについても、2017年4月から裏番組の『東大王』（TBSテレビ）のMCになっている他、フジテレビは番組ページを削除したため、打ち切りとなった。ただし『映っちゃった映像GP』については、松本伊代の謹慎明けより、放送を再開している。

## 出演者

### MC
- ヒロミ

### 女神伊代
- 松本伊代

## 放送日・ゲスト一覧
第1弾の『やっちまった映像GP』を除き、『日曜ファミリア』枠で放送。
| 回数  | 放送日                  | 放送時間（JST） | ゲスト                                                                                        | 備考 |
| ----- | ----------------------- | --------------- | --------------------------------------------------------------------------------------------- | --- |
| 第1弾 | 2015年8月21日（金曜日） | 19:00 - 20:54   | 伊集院光、柴田理恵、菊池風磨（Sexy Zone） 矢口真里、小林麻耶、陣内智則                        | |
| 第2弾 | 2016年4月17日（日曜日） | 19:00 - 20:54   | 芦田愛菜、五月みどり、陣内智則 田中みな実、塚田僚一（A.B.C-Z）、峯岸みなみ（AKB48）           | ピート・バーンズの整形手術失敗エピソードなどを中心に放送。                                                                 |
| 第3弾 | 2016年6月5日（日曜日）  | 19:00 - 20:54   | 岡副麻希、柴田英嗣（アンタッチャブル）、滝沢カレン 谷花音、中丸雄一（KAT-TUN）、渡辺直美      | 同年6月3日から6月10日までの企画「宇宙ウィーク」の一環として放送。 そのため、番組の最後にはセットに宇宙人が紛れ込んでいた。 |
| 第4弾 | 2016年6月26日（日曜日） | 19:00 - 20:54   | 板野友美、井戸田潤（スピードワゴン）、井森美幸 桐山照史（ジャニーズWEST）、高橋真麻、山田菜々 | 「おデブちゃんがやっちまったスペシャル」として、 ディエゴ・マラドーナなどの太って失敗したエピソードを中心に放送。          |
| 第5弾 | 2016年8月7日（日曜日）  | 19:00 - 20:54   | 藤田ニコル、塚田僚一（A.B.C-Z） 森口博子、吉村崇（平成ノブシコブシ）                          | トム・クルーズのやっちまったエピソードや、前述の『パチモン GO』を中心に放送。                                              |
| 第6弾 | 2016年9月11日（日曜日） | 19:00 - 20:54   | 岡副麻希、小峠英二（バイきんぐ） 中丸雄一（KAT-TUN）、東尾理子                                | 武智三繁の漂流をはじめとした失敗エピソードなどを中心に放送。                                                               |

## 捏造問題
第5弾放送された「パチモンGO」という特集で、台湾文化に対する嘲笑的な内容だったとしてインターネット上で批判にさらされている。
現地取材された人からの「アフレコ音声が事実と異なる」との証言が続々出ており、
さらに、一部捏造（やらせ）の存在も明らかになった。
捏造取材が判明した彰化県のかき氷店「王者之蚵海洋冰芸館」には、番組プロデューサーからのお詫び状が届いたものの、番組公式サイトや番組内では特に触れられていない。

## スタッフ
第2弾（2016年4月17日放送）
- 編成企画：情野誠人（フジテレビ）
- ナレーター：伊津野亮、戸松遥
- 構成：たむらようこ、酒井健作、渡邉賢史、長谷川優
- TP：菊池守
- TD：中村純
- CAM：唐沢悟
- VE：徳永一馬
- 音声：西田敬
- 照明：塙秀彦
- 美術プロデューサー：本田邦宏
- アートディレクター：邨山直也（フジテレビ）
- 美術進行：林政之
- 大道具制作：大川原祐也（チトセアート）
- 大道具操作：生方正人（チトセアート）
- 衣裳：山本和弘
- メイク：大友麻衣子
- アクリル装飾：谷口航平
- 電飾：栢本大輔
- モニター：野崎裕康
- テロップデザイン：佐藤芙美
- TK：高橋由佳
- 音効：矢部公英、飯塚優也
- リサーチ：石井千鶴・佐久間恵（共にスコープ）
- 編集：鈴木裕司
- MA：小田嶋広貴
- 広報：片山正康（フジテレビ）
- 営業：林英美（フジテレビ）
- 美術協力：フジアール
- 技術協力：池田屋、阿呍、交音社、麻布プラザ
- AD：久保田凌、原田卓弥、繁田植文、若林夏美、鈴木颯太郎
- AP：山ノ内禎枝、今井真紀子
- ディレクター：久佐賀浩之、須田基之、青木達生、新居稚也、川村公人、曽我和隆、浅田大祐
- 演出：前田朗光、川口達也
- 総合演出：藤本創
- プロデューサー：平出さとし、小野元照、谷口修
- チーフプロデューサー：纐纈勇人
- 制作協力：演陣、ホールマン、東通企画
- 企画制作：フジテレビ
- 制作著作：ドラゴンエンタテインメント

## 関連番組
- 映っちゃった映像GP
- 世界おもしろ珍メダル バカデミービデオ大賞